# Boves (Olaszország)
Boves (piemontiul: Beuves) település Olaszországban, Piemont régióban, Cuneo megyében. Lakosainak száma 9615 fő (2023. január 1.). Boves Borgo San Dalmazzo, Cuneo, Limone Piemonte, Peveragno, Robilante, Roccavione és Vernante községekkel határos.

## Népesség
A település népessége az elmúlt években az alábbi módon változott:
| Lakosok száma | 9802 | 9788 | 9615 |
|               | 2017 | 2018 | 2023 |